# 漆畑憲一
漆畑 憲一（うるしばた けんいち、1957年1月27日 - ）は、日本の実業家、住友電装株式会社代表取締役社長。

## 人物・経歴
1957年1月27日、東京都生まれ。1980年3月、立教大学理学部化学科卒業。同年4月、住友電気工業入社。2010年自動車事業本部東部営業統轄部長、2011年執行役員・自動車事業本部東部営業統轄部長、2012年執行役員・自動車事業本部副本部長、2013年執行役員・自動車事業本部副本部長・住友電装取締役、2015年住友電気工業執行役員、住友電装執行役員、SUMITOMO ELECTIC BORDNEZE GMBH.社長（ドイツ）SEAUTO-E GMBH.社長（ドイツ）、2017年住友電気工業常務執行役員、住友電装取締役、2020年住友電装取締役・執行役員副社長。2021年住友電装代表取締役社長。